# فهرست تماس

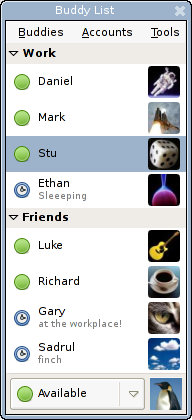
نمونه فهرست تماس

فهرست تماس ، فهرست مخاطب ها یا مخاطبین یا لیست تماس (به انگلیسی: contact list) مجموعه نام‌های افراد مرتبط با هر شخص است. وجود این فهرست در پیام‌رسانی فوری، رایانامه‌خوان، بازی آنلاین و تلفن همراه امری عادی است.
فهرست تماس فقط یک فهرست است که پنجره آن نام افراد حقیقی را نمایش می‌دهد. برای ارتباط با شخصی در فهرست، کاربر می‌تواند یک نام را انتخاب کرده و کار خود را انجام دهد. این کار می‌تواند فرستادن ایمیل، پیام فوری یا تماس تلفنی باشد. در برخی نرم‌افزارها اگر نام کاربر دیگری در فهرست یک کاربر وجود داشته باشد نام کاربر نیز در فهرست کاربر دیگر قابل مشاهده است. معمولاً فهرست تماس موجود در سیستم‌عامل موبایل با چندین اپ موبایل به اشتراک گذاشته می‌شود.
برخی کارخواه‌های پیام‌رسانی فوری به کاربر اجازه می‌دهند نام خود را تغییر دهد. در حالی که برخی دیگر تنها اجازه تغییر شکل نام مانند حذف یا اضافه کردن فاصله بین نام‌ها یا نوشتن با حروف بزرگ را می‌دهند که در کل تغییر خاصی به غیر از چگونگی نمایش آن پدید نمی‌آورد.
در بسیاری از نرم‌افزارها، برای جلوگیری از تداخل در کار با دیگر نرم‌افزارها، فهرست تماس می‌تواند کمینه (مینی‌ مایز) شده و به وسیله آیکون خود، دوباره قابل دسترسی شود.
چگونگی نمایش فهرست تماس در نرم‌افزار های گوناگون، متفاوت است، ولی همه فهرست‌ها قابلیت‌های یکسانی دارند.
این فهرست‌ها می‌توانند در شبکه تماسی یا شبکه اجتماعی با اهدف خاص‌تری به کار روند. صِرفِ وجود یک فهرست به معنی شبکه نیست؛ برای پیدایش یک شبکه از یک فهرست، به اطلاعات بیشتری مانند وضعیت (status) یا طبقه (category) هر فرد موجود در فهرست نیاز است. با توجه به این امر، شبکه‌های تماس با اهداف خاص می‌توانند از فهرست تماس حاصل شوند. معمولاً فروشندگان، شبکه‌های تماسی بزرگی ایجاد می‌کنند. هیچ‌یک از آن‌ها فهرست تماس خود را با شبکه‌های خود اشتباه نمی‌گیرند؛ مثلاً دوست خود را با فهرست فروشندگان یا کسی که در حال کار با او هستند اشتباه نمی‌گیرند.

## مثال ها
Google Contacts
Samsung contacts